# 't Zandt

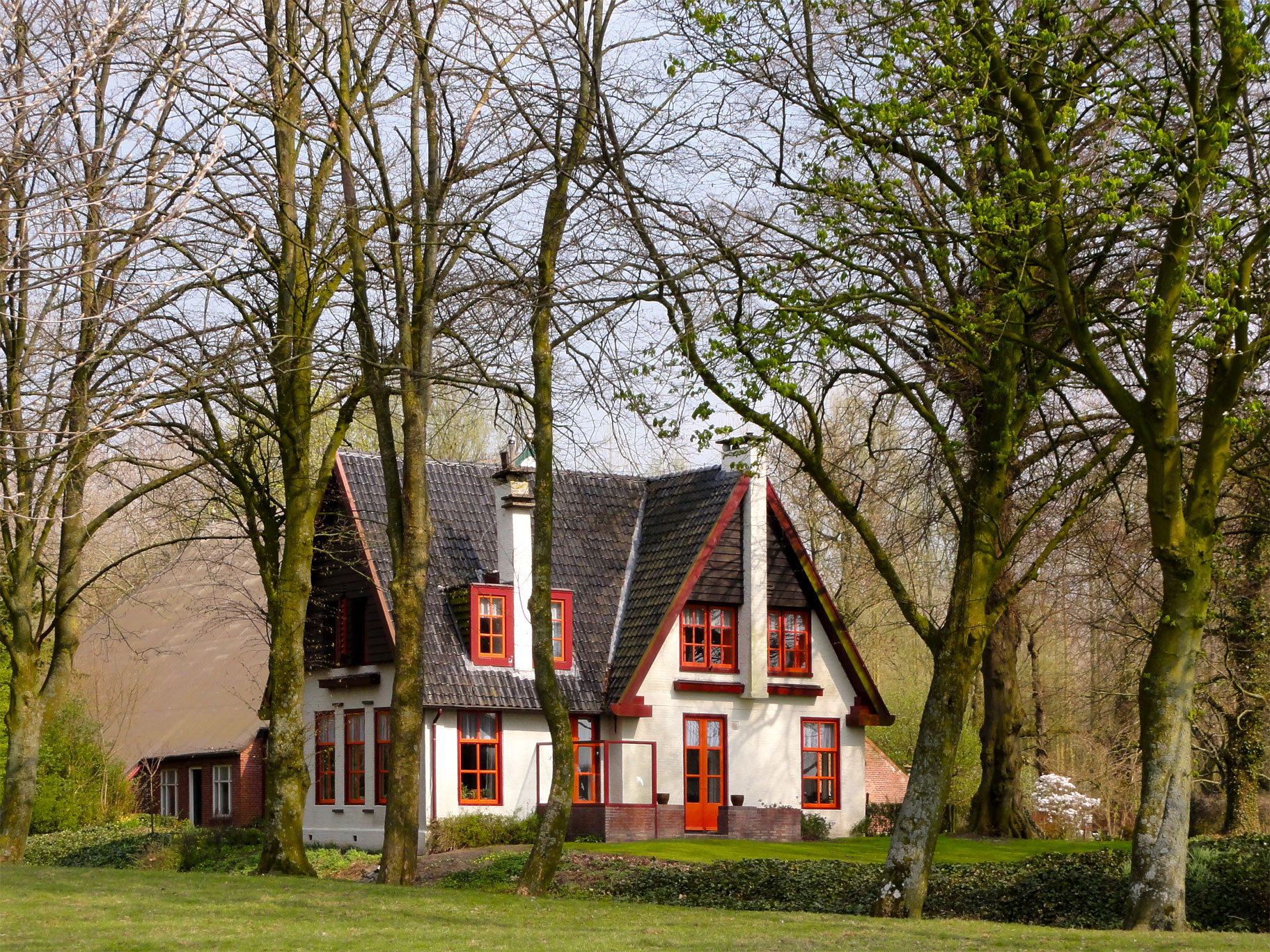
't Zandt: edificio storico lungo la Omdataweg

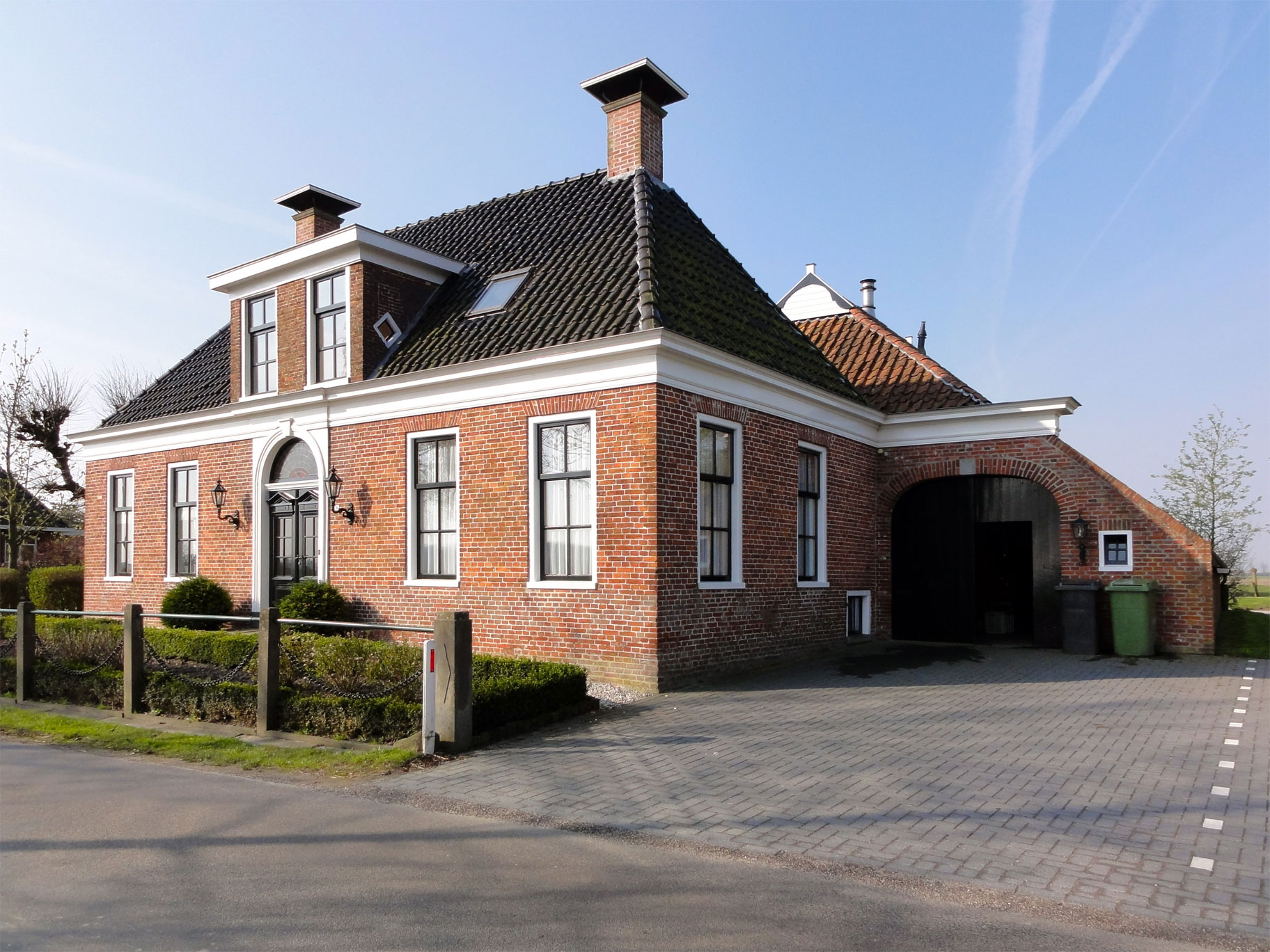
't Zandt: edificio storico lungo la Schatborgerweg

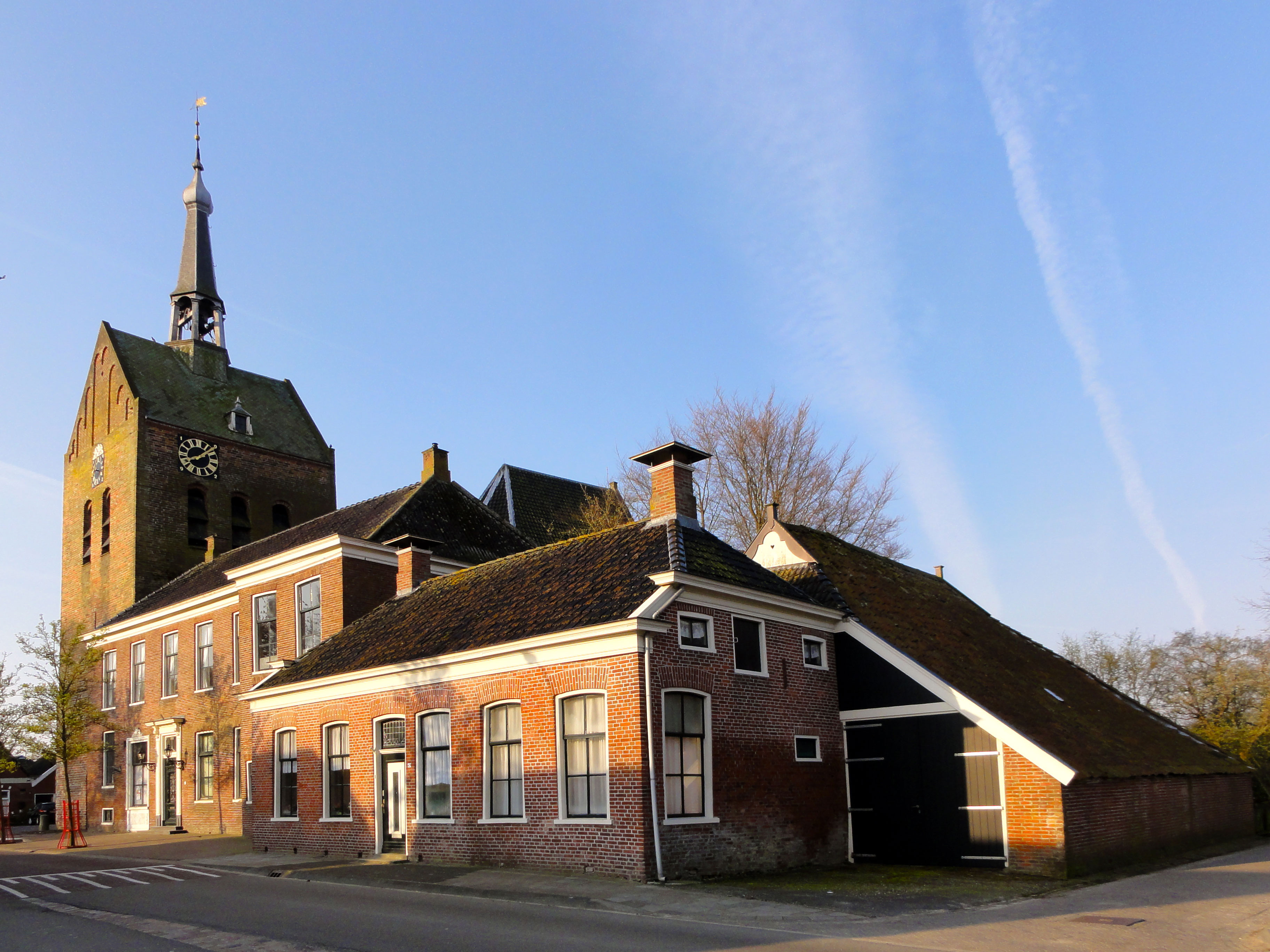
't Zandt: il campanile della chiesa di Santa Maria con l'edificio attiguo

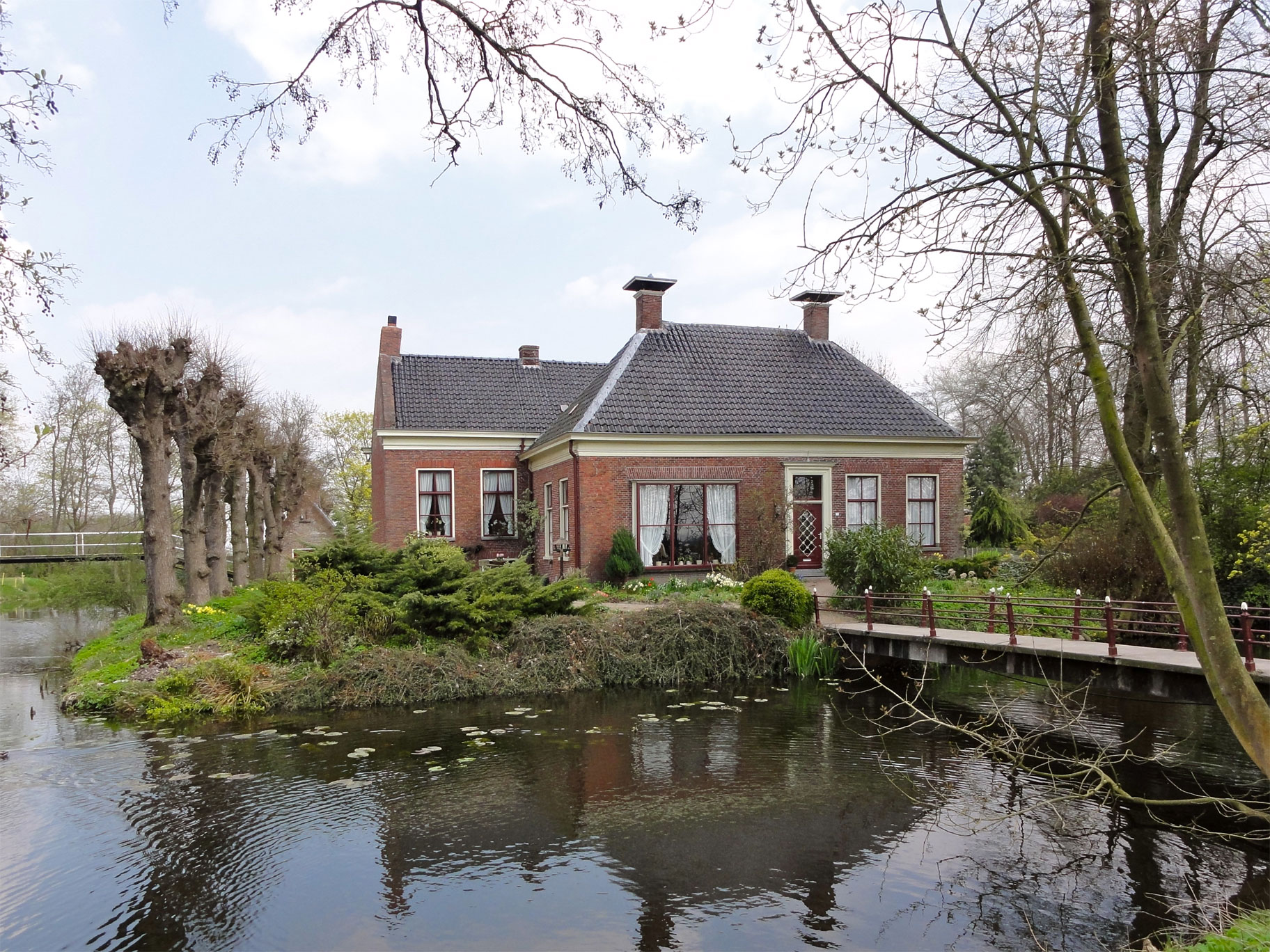
't Zandt: l'edificio principale della tenuta di Alberdaheerd

't Zandt è un villaggio (dorp) di circa 700 abitanti del nord-est dei Paesi Bassi, facente parte della provincia di Groninga (Groningen) e situato nella regione di Hoogeland. Dal punto di vista amministrativo, si tratta di un ex-comune, nel 1990 accorpato alla municipalità di Loppersum, comune a sua volta inglobato nel 2021 nella nuova municipalità di Eemsdelta.

## Geografia fisica
't Zandt si trova nell'estremità nord-orientale della provincia di Groninga, a pochi chilometri dalla costa che si affaccia sull'estuario sul mare del Nord del fiume Ems, tra il porto di Eemshaven e la cittadina di Delfzijl (rispettivamente a sud/sud-ovet del primo e a nord/nord-ovest della seconda), a pochi chilometri a ovest/sud-ovest di Spijk e a nord di Loppersum.
Il villaggio occupa una superficie di 1,011 km² (di cui 0,07 km² costituiti da acqua).

## Origini del nome
Il  toponimo  't Zandt, attestato anticamente come in Sonde (1257), dat Sant (1463), upten Sande (metà del XVI secolo), Op 't Zandt (1658) e 't Zand (1870) fa riferimento a una striscia di sabbia che si trovava nel Fivelboezem.

## Storia

### Dalle origini ai giorni nostri
Il villaggio sorse lungo due dighe realizzate tra il 1192 e 1249 sul braccio di mare noto come Fivelboezem e successivamente demolite.

### Simboli
Lo stemma di 't Zandt è formato da due parti: nel lato sinistro, è raffigurata una chiesa con sopra cinque stelle, mentre nel lato destro è raffigurata una chiesa.
Le cinque stelle rappresentano i cinque villaggi che componevano il comune di 't Zandt, mentre l'aquila è lo stemma di una delle famiglie più influenti del posto, i Van Ompta.

## Monumenti e luoghi d'interesse
't Zandt vanta 15 edifici classificati come rijksmonument.

### Architetture religiose

#### Chiesa di Santa Maria
Principale edificio religioso di 't Zandt è la chiesa di Santa Maria (Mariakerk) o Hervormde Kerk, situata lungo la Hoofdstraat e le cui origini risalgono al XIII secolo.
All'interno della chiesa si trova un organo realizzato nel 1791 da .H. Freytag e F.C. Schnitger.

### Architetture civili

#### Alberdaheerd
Altro luogo d'interesse è l'Alberdaheerd, una tenuta situata lungo la Boslaan e un tempo di proprietà della famiglia Alberda.

#### Omdataburgh
Altro edificio d'interesse è poi l'Omdataburgh, una fattoria realizzata nel 1851 per volere di D. L. Edema, vedova di W.D. Omta.

## Società

### Evoluzione demografica
Nel 2021, 't Zandt contava 683 abitanti, in maggioranza (367) di sesso maschile.
La popolazione al di sotto dei 16 anni era pari a 111 unità, mentre la popolazione dai 65 anni in su era pari a 130 unità.